# Aloe ambrensis
Aloe ambrensis (укр. Алое амбрензис, Алое амбреське)  — сукулентна рослина роду алое.

## Етимологія
Видова назва походить від мису Амбре, де зростає цей вид Алое.

## Історія
Цей вид алое знайдений у грудні 2006 року в тропічному лісі на мисі Амбре на півночі Мадагаскару. Вперше описаний Жаном-Бернаром Кастійоном у березні 2007 року в журналі Британського товариства любителів кактусів і сукулентів (англ. British Cactus & Succulent Society) «CactusWorld».

## Морфологія
Цей вид алое схожий на Aloe megalocarpa Lavranos, але відрізняється наступними ознаками: більш рідкісні жорсткі, соковиті, широкі біля основи (60 на 30 мм) листя; багато жорстких широких біля основи колючок; квітконіжка товста, квітки довгі, тичинки і маточка не виступають.

## Класифікація
Рослина належить до секції Lamatophyllum, яка раніше виділялася в окремий вид.